# Galbella ennediana
Galbella ennediana es una especie de escarabajo del género Galbella, familia Buprestidae. Fue descrita científicamente por Descarpentries & Mateu en 1965.